# Navegante de Pruebas Honorífico de la URSS
El título honorífico de Navegante de Pruebas Honorífico de la URSS (en ruso: Заслуженный лётчик-испытатель СССР)  fue un premio estatal de la Unión Soviética establecido el 14 de agosto de 1958 por Decreto del Presídium del Sóviet Supremo de la Unión Soviética N.º 2523-X, para reconocer el coraje y la excelencia de los pilotos de pruebas militares y civiles en la investigación de vuelo y en las pruebas con aeronaves. Su estatuto fue confirmado el 22 de agosto de 1988 por el Decreto del Presídium del Sóviet Supremo N.º 9441-XI.
El título dejó de otorgarse tras la disolución de la Unión Soviética en diciembre de 1991. 

## Estatuto
El título honorífico de Piloto de prueba de honor de la URSS se otorgó a navegantes de prueba tanto civiles como militares de primera clase de la industria aeroespacial y de defensa y las Fuerzas Armadas soviéticas, por varios años de trabajo creativo en el campo de las pruebas y la investigación de nuevas tecnologías en el sector de la aviación.
La concesión de los títulos honoríficos de Piloto de pruebas honorífico de la URSS y Navegante de pruebas honorífico de la URSS se realizaba a propuesta del Ministerio de la Industria Aeronáutica de la URSS o del Ministerio de Defensa de la URSS.
La insignia de Navegante de pruebas honorífico de la URSS se llevaba en el lado derecho del pecho y, en presencia de otras órdenes o medallas de la URSS, se colocaba encima de estos. Si se utiliza en presencia de títulos honoríficos de la Federación de Rusia, estos últimos tienen prioridad.

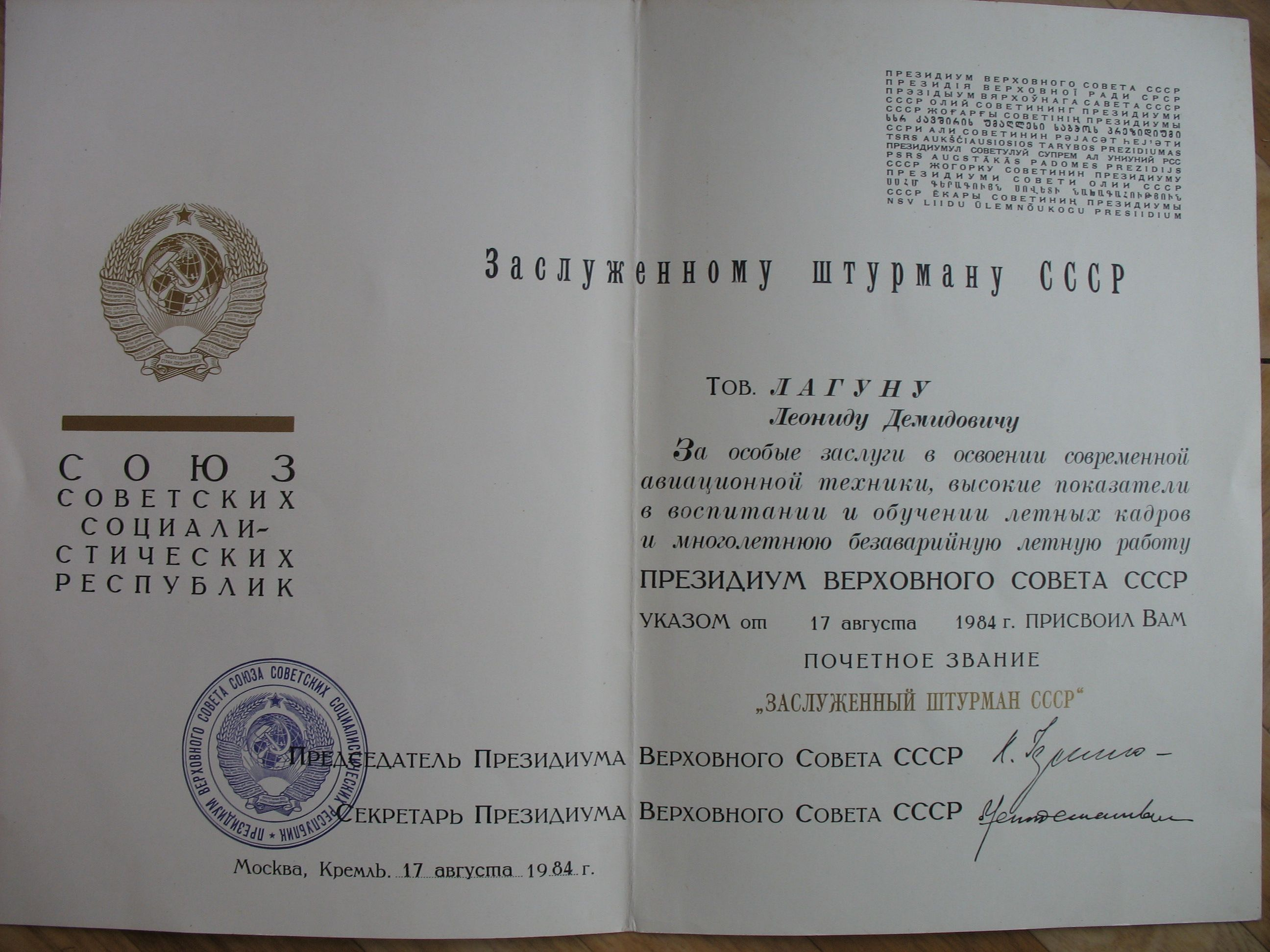
Certificado de concesión de la insignia

Cada medalla venía con un certificado de premio, este certificado se presentaba en forma de un pequeño folleto de cartón de 8 cm por 11 cm con el nombre del premio, los datos del destinatario y un sello oficial y una firma en el interior.
Únicamente el Presídium del Sóviet Supremo de la URSS podía privar de este título a un beneficiario. Un tribunal o, respectivamente, el ministro de Industria Aeronáutica de la URSS o el ministro de Defensa de la URSS podían enviar un requerimiento al Presídium del Sóviet Supremo de la URSS para privar de estos títulos.

## Descripción
La insignia es un polígono de plata y níquel de 27 mm de ancho por 23 mm de alto con un borde convexo por ambos lados.
En la esquina superior izquierda del anverso hay una inscripción convexa con la frase «Honorable Navegante de Pruebas» (en ruso: ЗАСЛУЖЕННЫЙ ШТУРМАН-ИСПЫТАТЕЛЬ), en el centro, la imagen dorada en tombac de un avión a reacción que asciende en diagonal hacia la derecha por su morro y la cola ligeramente sobresaliendo de los bordes, en la parte inferior, la inscripción en relieve «URSS» (en ruso: СССР), superpuesta sobre una rama de laurel.
La insignia está unida mediante un anillo y un enlace con un bloque cuadrado plateado con un hueco en ambos lados. Hay ranuras a lo largo de la base del bloque.  La montura estaba cubierta por una cinta azul muaré de seda. El bloque tiene un pasador roscado con una tuerca en el reverso para sujetar la insignia a la ropa.